# WGLT
Koordinaten: 40° 28′ 46,1″ N, 89° 3′ 12,3″ W
WGLT (News Blues All That Jazz) ist die Public-Radio-Station der Stadt Normal, Illinois. Sie wird von der Illinois State University betrieben und sendet auf UKW 89.1 MHz. Gesendet wird eine Mischung aus Nachrichten, Jazz und viel Blues. Ein Umsetzer von WGLT ist W278AE auf 103,5 MHz in Peoria, um das Signal das ganze Illinois-River-Valley hindurch zu senden.

## Quelle
1. ↑  WGLT-FM 89.1 MHz Radio Station Information. In: radio-locator.com. Abgerufen am 21. August 2016.